# Sailor Beware
Sailor Beware é um filme de comédia de 1952 dirigido por Hal Walker e protagonizado pela dupla Martin e Lewis. Trata-se de uma adaptação da peça homônima escrita por Kenyon Nicholson.

## Sinopse
Melvin Jones (Jerry Lewis) é um jovem ingênuo que ingressa na Marinha após interpretar equivocadamente uma recomendação médica. Durante seu tempo no serviço militar, ele conhece Al Crowthers (Dean Martin), com quem desenvolve uma forte amizade.
Pensando que iria ter uma vida correta na Marinha, Melvin tenta seguir à risca os regulamentos e defender seus colegas quando acredita que estão sendo injustiçados. No entanto, sua ingenuidade faz com que seja constantemente usado pelos companheiros sem saber, o colocando em situações embaraçosas e irritando especialmente o seu comandante Ladorski (Robert Strauss). 
Um dos principais desafios enfrentados por Melvin é sua alergia a cosméticos, o que dificulta suas interações com mulheres — ao contrário de seu amigo Al, que é constantemente rodeado por admiradoras. No entanto, essa situação muda quando Melvin, acidentalmente, participa de um programa de televisão ao lado de Al e é eleito "Mister Temptation", título concedido ao responsável por escolher a "maior beijoqueira" da cidade de San Diego. A escolhida por Melvin é Hilda Jones (Marion Marshall), uma jovem por quem ele se apaixona logo ao ingressar na Marinha. Hilda, que utiliza apenas batom, não desencadeia sua alergia, o que permite a aproximação entre os dois. Como prêmio, ambos ganham uma viagem para Honolulu, além de outros brindes.
Na sequência, Al e os outros marinheiros fazem uma aposta para ver se Melvin seria capaz de conquistar Corinne (Corinne Calvet), considerada a mulher mais bonita de Honolulu, mesmo com sua alergia. Embora inicialmente se recuse a participar, por estar interessado apenas em Hilda, Melvin acaba cedendo à insistência de Al, que tenta convencê-lo de que é possível superar sua limitação. A tentativa de aproximação, no entanto, é marcada por diversos contratempos e situações cômicas.

## Elenco
- Dean Martin: Al Crowthers
- Jerry Lewis: Melvin Jones
- Corinne Calvet: Ela mesma
- Marion Marshall: Hilda Jones
- Robert Strauss: Lardoski
- Leif Erickson: Cmdr. Lane
- Don Wilson: Sr. Chubby
- Vince Edwards: Blayden
- Skip Homeier: Mac
- Dan Barton: Bama
- Mike Mahoney: Tiger
- Mary Treen: Ginger